# Дугино (Смоленская область)
 Дугино́ — деревня в Смоленской области России, в Сычёвском районе. Расположена в северо-восточной части области в 17 км к югу от Сычёвки, на левом берегу реки Вазузы, в 3 км западнее автодороги Р134 «Старая Смоленская дорога» Смоленск — Дорогобуж — Вязьма — Зубцов. В 7 км к северо-востоку железнодорожная станция Вазуза на линии Вязьма-Ржев.
Население — 507 жителей (2007 год). Административный центр Дугинского сельского поселения.

## Усадьба
Село Дугино в конце XVII века принадлежало боярину Фёдору Петровичу Салтыкову - тестю Ивана V.
В 1773 году село переходит к графу Никите Панину, одному из виднейших сановников екатерининской эпохи. Через десять лет имение унаследовал его брат Пётр Иванович, избравший его своей загородной резиденцией. Более тридцати лет жил в Дугине его сын Н. П. Панин, бывший вице-канцлер. В Троицкой церкви (1777-82) находилась родовая усыпальница Паниных с мраморными надгробиями Петра Ивановича и Никиты Петровича. В 1820-х годах был построен усадебный дворец, расширен парк с каскадными прудами, открыто училище. В конце XIX века усадьбой владели князья Мещерские.
В 1919 году центральный дом усадьбы сгорел. Церковь после революции превратили в избу-читальню, ставили спектакли, проводили собрания, а во время войны она полностью погибла. В 1990-е гг. снесен западный флигель, некогда примыкавший к дворцу. Восточный флигель стоит без крыши, сильно повреждена обшивка стен. От дома-«крючка» остались куски кирпичных стен.

## Достопримечательности
- Скульптура на братской могиле 77 советских воинов, погибших в 1941—1943 гг.
- Памятник архитектуры: бывшая усадьба графа Панина (руины — флигель, дом-«крючок», служебное здание).
- Сильно заросший парк XIX века (памятник природы)